# RAL

Логотип RAL Colours

RAL — система управління кольором, яка використовується в Європі, що створена та адмініструється німецькою компанією RAL gGmbH (RAL некомерційне ТОВ), що є дочірньою компанією німецького Інституту RAL. У розмовній мові RAL відноситься до системи RAL Classic, яка головним чином використовується для лаків і порошкового покриття, але тепер також і для пластмас. Затверджені продукти RAL забезпечені голограмою, щоб ускладнити виробництво несанкціонованих версій. Імітації можуть демонструвати різні відтінки та кольори при спостереженні під різними джерелами світла.

## Система колірного простору RAL

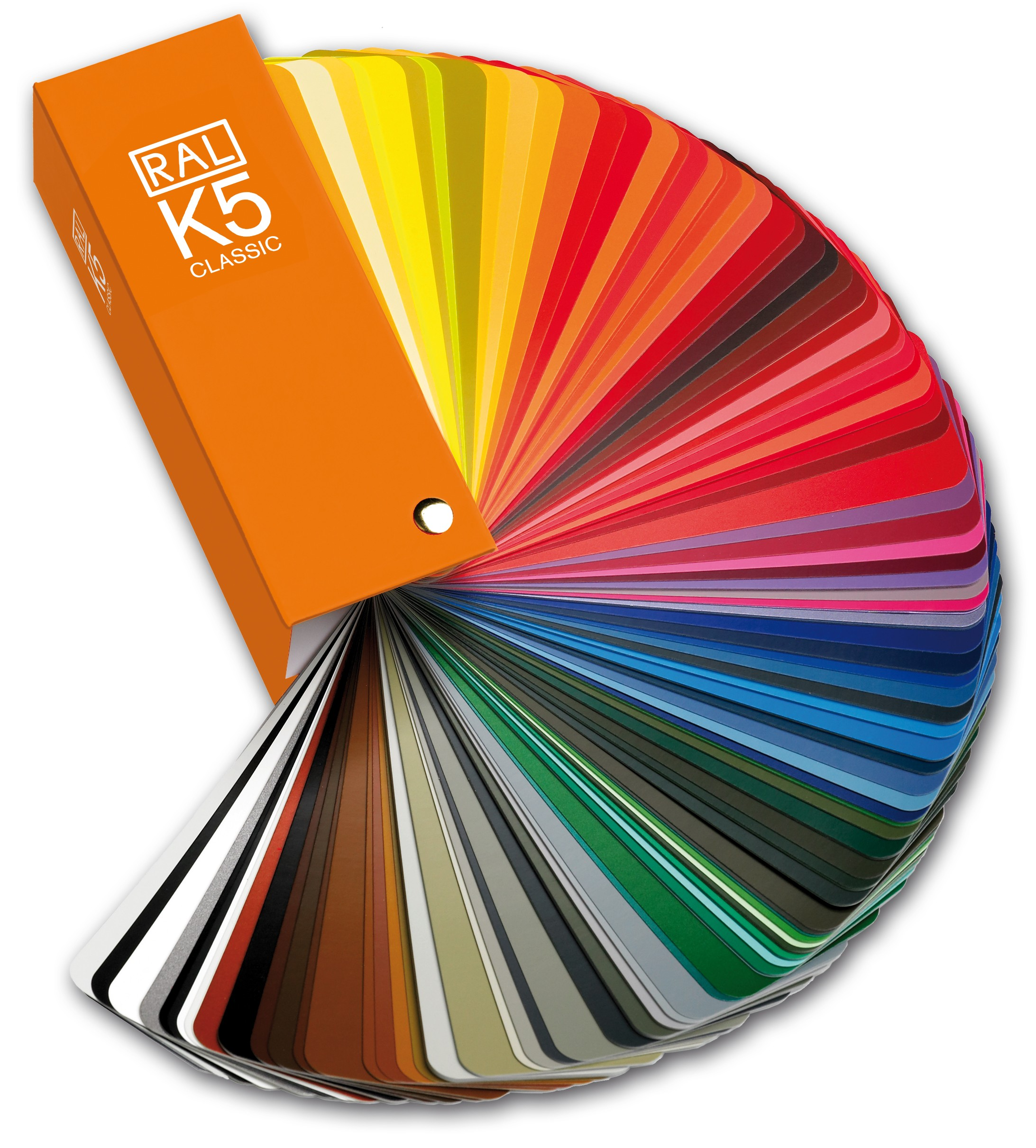
Кольорове віяло RAL CLASSIC K5

### RAL Classic
У 1927 році німецька група Reichs-Ausschuß für Lieferbedingungen (Імперський комітет з умов постачання та забезпечення якості) створила колекцію з сорока кольорів під назвою «RAL 840». До цієї дати виробники та клієнти повинні були обмінюватися зразками, щоб описати відтінок, тоді як відтоді вони могли покладатися на числа.
У 1930-х роках номери були уніфіковані до чотиризначних, і колекція була перейменована на «RAL 840 R» (R означає «revised», укр. переглянутий). Близько 1940 року кольори RAL були змінені на чотиризначну систему, як це прийнято. Армійські камуфляжні кольори завжди позначалися цифрою «7» або «8» на першому місці до 1944 року. З постійним додаванням відтінків до колекції, вона була знову переглянута в 1961 році і перейменована на «RAL 840-HR», яка складається з 210 кольорів і використовується до сьогодні. У 1960-х роках кольорам були надані додаткові назви, щоб уникнути плутанини у випадку перестановки цифр. На міжнародному меблевому ярмарку imm Cologne, який відбувся 13-19 січня 2020 року, були представлені два нові кольори в колекції Classic:   RAL 2017 Оранжевий RAL та   RAL 9012 Білий для чистих кімнат.
«RAL 840-HR» охоплював лише матові фарби, тому в 1980-х роках була створена «RAL 841-GL» для глянцевих поверхонь, обмежена 193 кольорами. Основним критерієм для кольорів у колекції RAL Classic є їх «виключна важливість». Тому більшість кольорів у ній використовуються на попереджувальних та дорожніх знаках або присвячені урядовим агентствам та державним службам (наприклад:   RAL 1004 — Поштова служба Швейцарії,   RAL 1021 — Поштова служба Австрії,   RAL 1032 — Поштова служба Німеччини). Перша цифра позначає тінь кольору:
| Діапазон | Назва діапазону | Перший                     | Останній                             | Кількість |
| -------- | --------------- | -------------------------- | ------------------------------------ | --------- |
| RAL 1xxx | Жовтий          | RAL 1000 Зелений беж       | RAL 1037 Сонячний жовтий             | 30        |
| RAL 2xxx | Оранжевий       | RAL 2000 Жовто-оранжевий   | RAL 2017 Оранжевий RAL               | 14        |
| RAL 3xxx | Червоний        | RAL 3000 Вогняний червоний | RAL 3033 Перламутровий рожевий       | 25        |
| RAL 4xxx | Фіолетовий      | RAL 4001 Червоно-бузковий  | RAL 4012 Перламутно-ожиновий         | 12        |
| RAL 5xxx | Синій           | RAL 5000 Фіолетово-синій   | RAL 5026 Перламутровий нічний синій  | 25        |
| RAL 6xxx | Зелений         | RAL 6000 Патиновий зелений | RAL 6039 Волокнистий зелений         | 37        |
| RAL 7xxx | Сірий           | RAL 7000 Сіра білка        | RAL 7048 Перламутровий мишачий сірий | 38        |
| RAL 8xxx | Коричневий      | RAL 8000 Зелено-коричневий | RAL 8029 Перламутровий мідний        | 20        |
| RAL 9xxx | Білий/Чорний    | RAL 9001 Кремовий          | RAL 9023 Перламутровий темно-сірий   | 15        |

### RAL F9
Ця колекція, яка відповідає номенклатурі RAL Classic, була створена в 1984 році. Зараз вона складається з десяти кольорів (  RAL 1039-F9 Піщаний бежевий,   RAL 1040-F9 Глиняний бежевий,   RAL 6031-F9 Бронзово-зелений,   RAL 6040-F9 Світлий оливковий,   RAL 7050-F9 Камуфляжний сірий,   RAL 8027-F9 Шкіряно-коричневий,   RAL 8031-F9 Піщаний коричневий,   RAL 9021-F9 Смоляний чорний і   RAL 6031-F9 HR Бронзово-зелений напівматовий), які використовуються Бундесвером для військового камуфляжного покриття.

### RAL Design
У 1993 році була введена нова система підбору кольорів, адаптована до потреб архітекторів, дизайнерів та рекламодавців. Вона починалася з 1 688 кольорів, була переглянута до 1 625 кольорів, а потім знову до 1 825 кольорів. Кольори RAL Classic і RAL Design не перетинаються.
На відміну від попередніх систем, RAL Design не містить назв, а її нумерація слідує схемі, заснованій на колірному просторі CIELAB, зокрема циліндричному CIEHLC. Кожен колір представлений сімома цифрами, згрупованими в трійку та дві пари, що представляють тон кольору (000—360 градусів, кут у колірному колі CIELAB), світлоту (так само, як у L*a*b*) та хроматичність (відносна насиченість). Три числові компоненти майже всіх кольорів RAL Design є кратними 5, більшість з них діляться на 10.
Перетворення номера RAL Design у CIELAB
{\displaystyle {\begin{aligned}{\text{RAL}}_{\text{Design}}&=\left(h_{ab}^{\circ },L^{*},C_{ab}^{*}\right)\\a^{*}&=C_{ab}^{*}\cdot \cos \left(h_{ab}^{\circ }\right)\\b^{*}&=C_{ab}^{*}\cdot \sin \left(h_{ab}^{\circ }\right)\end{aligned}}}
Наприклад,   RAL 210 50 15 перетворюється в L* = 50, a* = −12.99, b* = −7.5.

### RAL Effect
RAL Effect складається з 420 суцільних кольорів і 70 металевих кольорів. Це перша колекція від RAL, заснована на водорозчинних фарбових системах.

### RAL Digital
RAL Digital — це програмне забезпечення, яке дозволяє дизайнерам орієнтуватися в колірному просторі RAL.